# Лілі Гладстон
Лілі Гладстон (англ. Lily Gladstone; 2 серпня 1986, Браунінг, Монтана, США) — американська акторка. Виховувалась у резервації Блекфіт, походить з піканів, не-персе і європейських колоністів. Перша корінна американка, яка отримала премію «Золотий глобус» за найкращу жіночу роль у драматичному фільмі та була номінована на премію «Оскар» за найкращу жіночу роль .
Здобула визнання кінокритики роллю Моллі Кайл, жінки з Оседжів, яка пережила вбивства індіанців Осейджів, у кримінальній драмі Мартіна Скорсезе «Вбивці квіткової повні» (2023), отримавши кілька нагород.
Дебютувала в кіно у фільмі «Джиммі П.: Психотерапія індіанця з рівнин» (2012), а потім співпрацювала з режисеркою Келлі Райкарт у незалежних фільмах «Деякі жінки» (2016) і «Перша корова» (2019). Її образ власниці ранчо в «жінках» приніс їй номінацію на премію «Незалежний дух» за найкращу жіночу роль другого плану. Володарка понад 50-ти нагород. Вона також з’являлася в епізодах HBO «Кімната 104» (2017–2020), Showtime «Мільярди» (2016–2023), FX Productions «Пси резервації» (2021–2023) і в головній ролі у «Під мостом» від Hulu.

## Біографія
Гладстон народилася 2 серпня 1986 року в Каліспелл, штат Монтана. Вихована в резервації Блекфіт у Браунінгу, штат Монтана, вона належить до нації чорноногих піканів (англ. Siksikaitsitapi), не-персе (англ. Nimíipuu) та має європейське походження. Її мати біла, а батько — чорноногий і не-персе. Вона походить від двоюрідного брата британського прем'єр-міністра Вільяма Юарта Гладстона. Один з її пра-прадідів по батьківській лінії був вождем нації Кайнаї Червоним Вороном.
Бажання Гладстон зіграти Евока після перегляду «Зоряні війни: Повернення джедая» у віці п'яти років надихнуло її стати актрисою. Один із перших акторських досвідів Гладстон у дитинстві був, коли дитячий театр Міссули приїхав до її рідного міста Іст-Глейшер-Парк-Вілледж, штат Монтана, і вибрав її на роль злої зведеної сестри у «Попелюшці». Сім'я Гладстон переїхала в район Сіетла, коли вона навчалася в середній школі, щоб бути ближче до бабусі. Там вона записалася в «Stone Soup Theatre», некомерційну освітню театральну компанію для молоді Сіетла, де знімалася в студентських фільмах і дипломних роботах.
У 2004 році вона закінчила середню школу Маунтлейк-Террас в Маунтлейк-Террас, штат Вашингтон. У 2008 році вона закінчила Університет Монтани зі ступенем бакалавра образотворчих мистецтв (BFA) за спеціальністю «Акторська майстерність/режисура» та другорядною «дослідження корінних американців». В університеті Монтани вона зацікавилася театром пригноблених. В університеті вона грала в «Вершниках до моря» (2006), «Річарді III» (2006), «Фрекен Юлії» (2007) і «Койотах на паркані» (2008). Після закінчення навчання вона викладала акторські курси та проводила майстер-класи у своїй рідній громаді. Вона викладала метод театральної акторської майстерності «театр образів», який вона називала «садом скульптур» як профілактику насильства, спонсорований Національним центром ресурсів для корінних жінок. У 2010 році вона зіграла в «Королева печених хлібів», спільному виробництві Native Voices в Отрі, Школи театру і танцю Університету Монтани і Репертуарному театру Монтани.

## Кар'єра

### Ранні роботи та прорив (2012–2022)
Гладстон дебютувала в кіно у фільмі «Джиммі П.: Психотерапія індіанця з рівнин» (2012). Потім вона зіграла в «Зима в крові» і «Хворе серце Бастера» (2016), перш ніж зробити прорив у своїй кар'єрі в ролі власниці ранчо Джеймі у фільмі Келлі Райкарт «Декілька жінок» (2016). Ця роль принесла Гладстон нагороду Асоціації кінокритиків Лос-Анджелеса за найкращу жіночу роль другого плану та нагороду Бостонського товариства кінокритиків за найкращу жіночу роль другого плану. Вона також була номінована на премію премію «Незалежний дух» за найкращу жіночу роль другого плану та премію Gotham Independent Film Award за проривне виконання.
Гладстон виконала роль Кейт Келлер у національній гастрольній виставі «Чудотворець» репертуарного театру Монтани у 2014 році. У 2017 році Гладстон була в акторській трупі Шекспірівського фестивалю в Орегоні, а в 2020 році зіграла в постановці Єльського репертуарного театру «Манахатта» Мері Кетрін Нейгл.

## Фільмографія

### Кіно
| рік  | Назва                                     | Роль                          | Примітки                 | Дж.    |
| ---- | ----------------------------------------- | ----------------------------- | ------------------------ | ------ |
| 2012 | Джиммі П.: Психотерапія індіанця з рівнин | Перший підйом сонця           |                          |        |
| 2013 | Зима в крові                              | Марлен                        |                          |        |
| 2016 | Деякі жінки                               | Джеймі                        |                          |        |
| 2016 | Серце Бастера Мал                         | консьєржка ранкової зміни     |                          |        |
| 2017 | Прогулянка                                | Ліла                          |                          |        |
| 2019 | Перша корова                              | дружина головного комісіонера |                          |        |
| 2022 | Невідома країна                           | Тана                          | Також авторка оповідання | [ 31 ] |
| 2022 | Квантові ковбої                           | Лінде                         |                          | [ 32 ] |
| 2022 | Останнє полювання                         | Марія                         |                          |        |
| 2023 | Вигадливий танок                          | Джакс                         |                          |        |
| 2023 | Вбивці квіткової повні                    | Моллі Кайл                    |                          |        |
| 2024 | Jazzy                                     | Тана                          | Пост-продакшн            |        |

### Телебачення
| рік     | Назва            | Роль                   | Примітки                   | Дж.           |
| ------- | ---------------- | ---------------------- | -------------------------- | ------------- |
| 2017    | Скальпований     | Керол Червона ворона   | Пілот                      | [ 33 ]        |
| 2017    | Прискорений курс | Ведуча                 | 15 серій                   | [ 34 ]        |
| 2017–20 | Кімната 104      | Операторка 911 / Еббі  | 2 епізоди                  | [ 35 ] [ 36 ] |
| 2019–23 | Мільярди         | Роксана                | 6 серій                    |               |
| 2021    | Тука і Берті     | яструб-механік (голос) | Епізод: «Пташина механіка» |               |
| 2022–23 | Пси резервації   | Хокті                  | 2 епізоди                  |               |
| 2024    | Під мостом       | Кем Бентленд           |                            |               |